# Ördöngösfüzesi református templom
Az ördöngösfüzesi református templom műemlékké nyilvánított templom Romániában, Kolozs megyében. A romániai műemlékek jegyzékében a CJ-II-m-B-07615 sorszámon szerepel.